# Christopher Mahrt
 Christopher-Sven Mahrt (* 25. Februar 1989) ist ein ehemaliger deutscher Fußballspieler.

## Karriere
In seiner Jugend spielte Mahrt unter anderem für den Hamburger SV, bevor er 2007 zum FC St. Pauli wechselte. 2008 ging er in die neugegründete Dritte Liga zum Wuppertaler SV. Nach anderthalb Jahren wechselte er zum Hamburger Oberligisten SV Curslack-Neuengamme. Nach zwei Jahren wechselte er innerhalb der Liga zum FC Bergedorf 85. Dort spielte er lediglich ein halbes Jahr, bis er zum Niendorfer TSV ging. Im Januar 2013 ging er zurück zu seinem alten Verein VfL Lohbrügge, wechselte anschließend zurück nach Curslack und spielte dann eine Saison beim FC Türkiye, bevor er zu Hamm United wechselte. Von 2017 bis zum Karriereende 2023 waren Dersimspor Hamburg, der FC Süderelbe, Oststeinbeker SV, ASV Hamburg sowie VfL Lohbrügge die weiteren Stationen.